# Wunghnu
Wunghnu – miasto w Australii, w stanie Wiktoria.